# Sint-Gillisdorpstraat

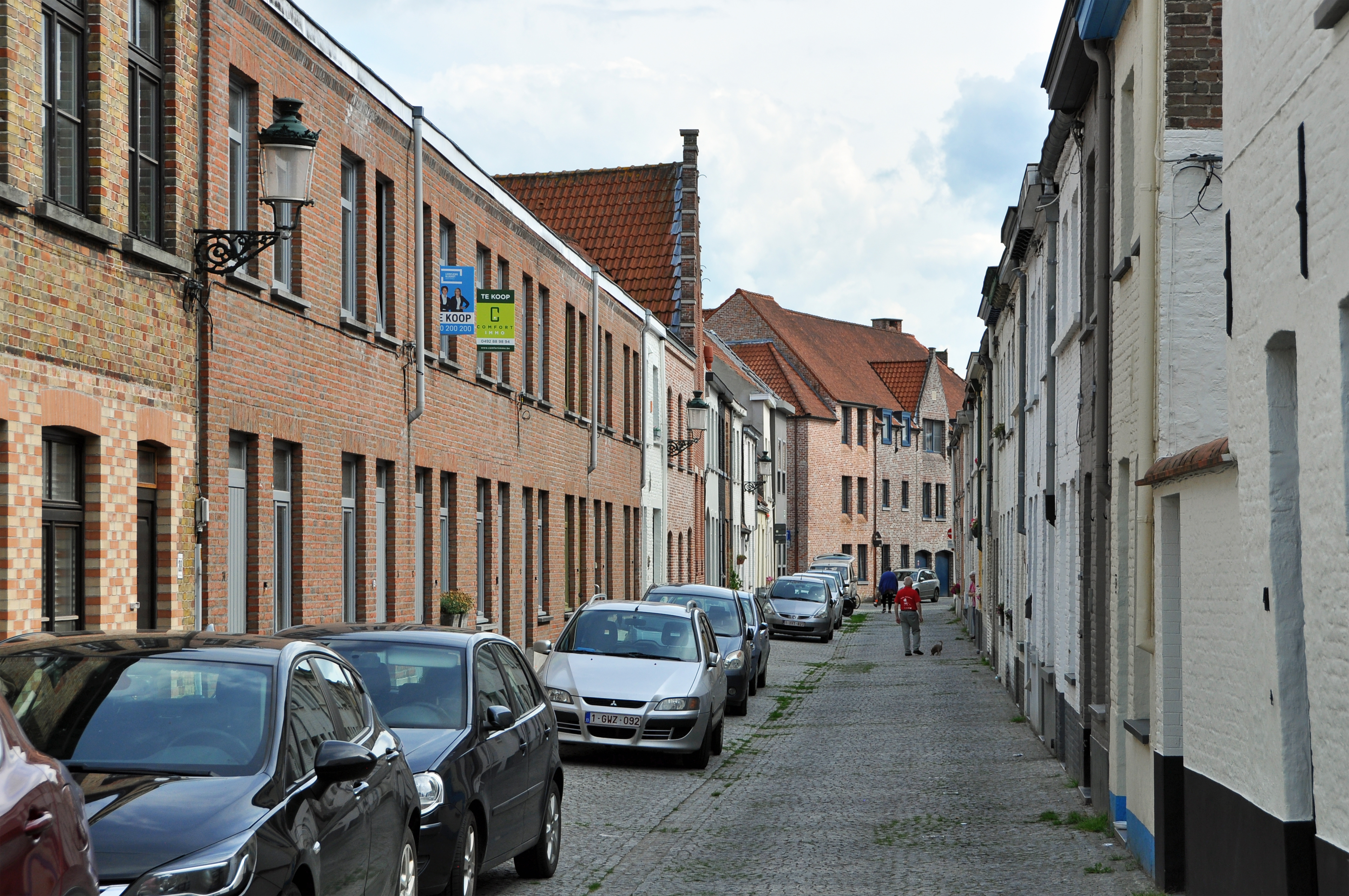
De Sint-Gillisdorpstraat, gezien vanuit de Annuntiatenstraat

De Sint-Gillisdorpstraat is een straat in Brugge.

## Beschrijving
De Sint-Gillisparochie ontstond rond 1250, toen nog buiten de stadswallen. Er werden enkele huizen rond de Sint-Gilliskerk gebouwd en de naam Sint-Gillisdorp werd dan ook spontaan aan de plek gegeven. Ongeveer gelijktijdig met de bouw van de kerk, kwamen zich paters minderbroeders vestigen. Dezelfde plek werd dan ook vaak naar hen genoemd. De documenten vermelden het afwisselend als volgt:
- 1305: Sint-Gillisdorp
- 1339: Frerenakker
- 1363: Sint-Gillisdorp
- 1364: Frerenakker
- 1530: up Sint-Gillisdorp dat men heet den Frerenakker
- 1579: den Frerenacker ofte Sint-Gillisdorp.

Sint-Gillisdorp (later met 'straat' erbij), won het, omdat ondertussen de minderbroeders al lang naar een andere plek in de stad waren vertrokken en hun vroegere aanwezigheid op Sint-Gillis in de vergetelheid geraakte.
De Sint-Gillisdorpstraat loopt van de Lange Raamstraat naar de Annuntiatenstraat.